# Girifalco
Girifalco es una localidad italiana de la provincia de Catanzaro, región de Calabria, con 6.312 habitantes.
En el pueblo se estableció la primera logia masónica de Italia.

## Evolución demográfica
| Gráfica de evolución demográfica de Girifalco entre 1861 y 2001 |
|                                                                 |
| Fuente ISTAT - Elaboración gráfica por parte de Wikipedia       |